# Саутгемптон (острів)
Саутге́мптон (англ. Southampton Island) — острів у Північному Льодовитому океані в складі Канадського Арктичного архіпелагу на північ від Гудзонової затоки. Дев'ятий за розмірами острів Канади та тридцять четвертий у світі.
Площа — 41 214 км². Найвища точка острова — гора Матіасен (англ. Mathiasen) 625 м над рівнем моря.
На острові проживає 1035 осіб (за даними 2021 року) — із них усі у містечку Корал Гарбор.
Від острова Котс, що на півдні, Саутгемптон відділяє протока Еванс.